# Gostynie
Gostynie – wieś w Polsce położona w województwie wielkopolskim, w powiecie kaliskim, w gminie Ceków-Kolonia.
| SIMC    | Nazwa      | Rodzaj    |
| ------- | ---------- | --------- |
| 0195251 | Radzany    | część wsi |
| 0195268 | Szadykierz | część wsi |

W latach 1975–1998 miejscowość administracyjnie należała do województwa kaliskiego.